# Aspergillus taichungensis
Aspergillus taichungensis är en svampart som beskrevs av Yaguchi, Someya & Udagawa 1995. Aspergillus taichungensis ingår i släktet Aspergillus och familjen Trichocomaceae.   Inga underarter finns listade i Catalogue of Life.